# Алпальян
Алпальян (порт. Alpalhão)  —  район (фрегезия) в Португалии,  входит в округ Порталегре. Является составной частью муниципалитета  Низа. По старому административному делению входил в провинцию Алту-Алентежу. Входит в экономико-статистический  субрегион Алту-Алентежу, который входит в Алентежу. Население составляет 1517 человек на 2001 год. Занимает площадь 34,16 км².
Покровителем района считается Дева Мария (порт. Nossa Senhora da Graça). 